# Emperador Xuan de Han
Emperador Xuan de Han (91–49 aEC) va ser un emperador de la Dinastia Han Occidental del 74 aEC fins al 49 aEC. La seva història vital relata el seu pas de la riquesa a vestir draps, per finalment tornar a ser ric.
L'emperador Xuan era el besnet de l'emperador Wu. El seu avi, fill de l'Emperador Wu i l'Emperadriu Wei, Liu Ju havia estat una vegada el príncep hereu de l'Emperador Wu però en el 91 aEC ell va ser acusat de practicar la bruixeria en contra de l'emperador, després d'haver estat forçat en una rebel·lió fallida, es va suïcidar; el pare de l'Emperador Xuan, Liu Jin (劉進), també va morir, tot i que no és clar si bé va suïcidar-se o va ser mort perseguit per soldats. L'Emperador Xuan era només un nadó aleshores i per tant, va poder salvar la vida (amb prou feines), però va ser desterrat a viure com un plebeu.

## Noms d'era
- Benshi (本始 py. bĕn shĭ) 73–70 aEC
- Dijie (地節 py. dì jié) 69–66 aEC
- Yuankang (元康 py. yúan kāng) 65–61 aEC
- Shenjue (神爵 py. shén jué) 61–58 aEC
- Wufeng (五鳳 py. wŭ fèng) 57–54 aEC
- Ganlu (甘露 py. gān lù) 53–50 aEC
- Huanglong (黃龍 py. huáng lóng) 49 aEC